# Mira Awad
Pour les articles homonymes, voir Awad.
Mira Awad (arabe ميرا عوض (Mīrā ʕAwaḍ) ; hébreu מירה עוואד) est une actrice de théâtre, de cinéma et de télévision, compositrice et chanteuse arabe-israélienne, née le 11 juin 1975 dans la localité arabe de Rama, en Galilée, au nord d’Israël.

## Biographie
Son père, Anwar, est médecin, d'origine arabe-israélienne et de confession chrétienne, sa mère, Snejana, spécialiste en langues slaves, est bulgare. Elle a un frère aîné, Alan, et un frère cadet, Sinan. Elle est mariée à Kosta Mogilevych, un Israélien de confession juive.
Elle chante en 2002 en duo avec Noa sur son disque Now, pour le titre We can work it out.
Elle fait une courte apparition dans le film The Bubble d'Eytan Fox, dans le rôle de Samira, la jolie cousine laïque de Jihad (Shredy Jabarin), le beau-frère d'Ashraf (Yousef Sweid), que la famille de ce dernier veut lui faire épouser. Elle joue également avec Yousef Sweid et Shredy Jabarin dans Plonter (hébreu פלונטר, Le bourbier), tragi-comédie de Yaeli Ronen. Elle joue aussi un rôle important dans Arab Labor, la série télévisée sous forme de sitcom écrite par Sayed Kashua. Elle joue un médecin, mère d'un ami du jeune héros dans le camp de Chatila dans Zaytoun d'Eran Riklis.
Elle incarne Eliza Doolitle dans la version théâtrale israélienne de My fair lady. Elle joue également dans la pièce Double solitude de Shimon Levi à l'Arab-Hebrew Theatre de Jaffa.
En 2009, Mira est la première Arabe choisie pour représenter Israël au Concours Eurovision de la chanson aux côtés de Noa. Leur titre There must be another way est la deuxième chanson comportant des paroles en arabe au concours, la première étant Bitaqat Hob (arabe بطاقة حب (biṭāqat ḥubb) : « Carte d’amour ») chantée en 1980 entièrement en arabe par Samira Saïd qui représentait alors le Maroc. Le duo se qualifie pour la finale et termine en 16e position.
Lors des législatives de 2009, Mira apporte son soutien au parti d'extrême gauche israélien Hadash.
En 2010, elle participe à la cinquième saison de l'émission Rokdim Im Kokhavim (l'équivalent israélien de Danse avec les stars).

## Filmographie

### Actrice
- 2005 : David (TV), de la série God's Stories : Bethsabée
- 2006 : The Bubble (Ha-Buah) d’Eytan Fox : Samira
- depuis 2007 : Arab Labor (Avoda Aravit, série TV) de Sayed Kashua : Amal
- 2009 : Zindeeq de Michel Khleifi
- 2013 : Zaytoun d'Eran Riklis : Im Ahmed

### Chef costumier
- 1996 : Chronique d'une disparition d’Elia Suleiman

### Eurovision
- 2009 : Concours Eurovision de la chanson 2009  (TV) : Elle-même, en duo avec Noa
- 2005 : Sélection pour le Concours Eurovision de la chanson 2005  (TV) : Elle-même